# Paul Marston
Paul Marston (ur. 1949) – nowozelandzki oraz australijski brydżysta, autor wielu książek o tematyce brydżowej, właściciel klubu brydżowego "Grand Slam Bridge Centre" w Sydney, wydawca dwumiesięcznika "Australian Bridge Magazine".  Współautor systemu licytacyjnego MOSCITO. World International Master (WBF).

## Wyniki brydżowe

### Olimpiady
Na olimpiadach uzyskał następujące rezultaty:
| Olimpiady brydżowe. Zawody teamów | Olimpiady brydżowe. Zawody teamów | Olimpiady brydżowe. Zawody teamów    | Olimpiady brydżowe. Zawody teamów | Olimpiady brydżowe. Zawody teamów | Olimpiady brydżowe. Zawody teamów |
| Rok                               | Miejsce                           | Zawody                               | Kategoria                         | Drużyna                           | Pozycja                           |
| --------------------------------- | --------------------------------- | ------------------------------------ | --------------------------------- | --------------------------------- | --------------------------------- |
| 2002                              | Salt Lake City                    | 4. Mistrzostwa o Wielką Nagrodę MKOL | Open                              | Australia                         | 10                                |
| 2000                              | Maastricht                        | 11. Olimpiada Brydżowa               | Open                              | Australia                         | 9                                 |
| 1988                              | Wenecja                           | 8. Olimpiada Teamów                  | Open                              | Australia                         | 13                                |
| 1984                              | Seattle                           | 7. Olimpiada Teamów                  | Open                              | Australia                         | 13                                |
| 1980                              | Valkenburg                        | 6. Olimpiada Teamów                  | Open                              | New Zealand                       | 21                                |

### Zawody światowe
W światowych zawodach zdobył następujące lokaty:
| Mistrzostwa Świata. Konkurencja teamów | Mistrzostwa Świata. Konkurencja teamów | Mistrzostwa Świata. Konkurencja teamów | Mistrzostwa Świata. Konkurencja teamów | Mistrzostwa Świata. Konkurencja teamów | Mistrzostwa Świata. Konkurencja teamów |
| Rok                                    | Miejsce                                | Zawody                                 | Kategoria                              | Drużyna                                | Pozycja                                |
| -------------------------------------- | -------------------------------------- | -------------------------------------- | -------------------------------------- | -------------------------------------- | -------------------------------------- |
| 2005                                   | Estoril                                | 37. Mistrzostwa Świata Teamów          | Open                                   | Australia                              | 15                                     |
| 1998                                   | Lille                                  | 10. Mistrzostwa Świata                 | Open                                   | Marston                                | 97                                     |
| 1995                                   | Pekin                                  | 32. Mistrzostwa Świata Teamów          | Open                                   | Australia                              | 15                                     |
| 1994                                   | Albuquerque                            | 9. Mistrzostwa Świata                  | Open                                   | Marston                                | 33                                     |
| 1991                                   | Jokohama                               | 30. Mistrzostwa Świata Teamów          | Open                                   | Australia                              | 11                                     |
| 1989                                   | Perth                                  | 29. Mistrzostwa Świata Teamów          | Open                                   | Australia                              | 4                                      |
| 1974                                   | Wenecja                                | 20. Mistrzostwa Świata Teamów          | Open                                   | New Zealand                            | 6                                      |

| Mistrzostwa Świata. Konkurencja par | Mistrzostwa Świata. Konkurencja par | Mistrzostwa Świata. Konkurencja par | Mistrzostwa Świata. Konkurencja par | Mistrzostwa Świata. Konkurencja par | Mistrzostwa Świata. Konkurencja par |
| Rok                                 | Miejsce                             | Zawody                              | Kategoria                           | Partner                             | Pozycja                             |
| ----------------------------------- | ----------------------------------- | ----------------------------------- | ----------------------------------- | ----------------------------------- | ----------------------------------- |
| 1986                                | Miami Beach                         | 7. Mistrzostwa Świata               | Open                                | Stephen Burgess                     | 3                                   |

## Wybrana bibliografia
- All About Notrumps 1989
- Contract Bridge: The Language Of Bidding - Five Card Majors 1987
- Contract Bridge: The Language Of Bidding - Four Card Majors 1987
- Contract Bridge: The Principles Of Card Play 1986
- First Principles Of Card Play 1995
- Winning Decisions In Competitive Bidding 1995
- The Language Of Bidding - Acol Edition 1992

## Klasyfikacja
- Paul Marston – klasyfikacja WBF (ang.)